# Права ЛГБТ на Аляске
Лесбиянки, геи, бисексуалы и трансгендеры (ЛГБТ) в штате Аляска в США не подвергаются преследованию со стороны официальных властей, но всё ещё сталкиваются с рядом юридических проблем, которые отсутствуют у гетеросексуалов.
Однополые сексуальные отношения в штате декриминализированы в 1980 году. Однополые браки являются законными с октября 2014 года. В настоящее время дискриминация по признаку сексуальной ориентации и гендерной идентичности законодательно запрещена только в нескольких городах штата.

## Законы об однополых сексуальных отношениях
У коренных народов Аляски трансгендерные люди и трансвеститы играли важные общественные роли и не подвергались дискриминации. Среди алеутов их называли «айагигую» (мужчина превратившийся в женщину) и «тайагигую» (женщина превратившаяся в мужчину), транс-женщин у алутииков называли «аранутик», у юитов — «анасик», у тлинкитов — «гатхан», у цимшианов — «канатс», у кускоквимов — «аранаруак», транс-мужчины назывались у юитов «уктасик», у кускоквимов «ангутгуак». В настоящее время среди коренных народов США и Канады для обозначения трансгендерных людей используется термин бердаши, или «люди с двумя душами».
Со времени покупки территории будущего штата у Российской империи и основания департамента Аляска, во весь период его существования, с 1867 по 1884 год, здесь не было законов криминализировавших гомосексуальные отношения. С основанием округа Аляска в 1884 году Конгресс США принял закон, предоставлявший Аляске все законы штата Орегон, включая «Закон о содомии», который предусматривал наказание в виде лишения свободы сроком от одного года до пяти лет за анальное сношение между лицами одного или противоположного полов. Толерантное отношение к гомосексуальным контактам у коренных народов Аляски были определенны Конгрессом США как «ужасающая деградация и порок». В Сенате США был сформирован комитет, начавший официальное расследование, итогом которого в 1899 году стало принятие специального закона о содомии для Аляски, предусматривавшего наказание за анальное сношение в виде лишения свободы сроком до десяти лет. В 1973 году Верховный суд Аляски постановил, что оральный секс не нарушает закон штата о содомии. Всего на Аляске было зарегистрировано только пять случаев нарушения этого закона; в трёх из них нарушителями были гетеросексуальные пары, в двух — гомосексуальные. «Закон о содомии» в штате Аляска был отменён 1 января 1980 года.

## Однополые браки
Однополые браки в штате Аляска были легализованы 12 октября 2014 года после постановления Окружного суда округа Аляска по делу «Хэмби против Пэрнелла». В 1996 году Законодательное собрание штата Аляска приняло законопроект, запрещавший однополые браки. Губернатор штата Энтони Кэррол Ноулз отказался наложить вето на законопроект, но позволил ему стать законом без подписи 6 мая 1996 года. В 1998 году законодательное собрание штата приняло конституционную поправку, запрещавшую однополые браки, которая была одобрена на референдуме от 3 ноября 1998 года. 12 мая 2014 года пять однополых пар подали иск в Окружной суд округа Аляска в Анкоридже, оспаривавший конституционный запрет на однополые браки в штате. Судья окружного суда Тимоти Бёрджесс назначил устные прения на 10 октября 2014 года. А 12 октября 2014 года, менее чем через неделю после того, как Верховный суд США отказался рассматривать аналогичные дела в апелляциях Апелляционного суда девятого округа — «Латта против Оттера» и «Севчик против Сандовала», он вынес решение в пользу истцов и объявил неконституционными постановления и поправки в Конституции Аляски, запрещавшие однополые браки. Заявления в официальные органы штата на получение разрешений на вступление в брак поступили от однополых пар 13 октября того же года.

## Усыновление
Закон штата Аляска разрешает усыновление / удочерение однополым семейным парам. Суррогатное материнство в штате также не запрещено, в том числе и для однополых пар. Кроме того, лесбийские пары имеют доступ к вспомогательным репродуктивным услугам, таким как экстракорпоральное оплодотворение. Закон штата признает негенетическую, негестационную мать в качестве законного родителя ребёнка, родившегося в результате донорского осеменения, но только в том случае, если родители состоят в браке.

## Законы против дискриминации
Закон Аляски о запрете дискриминации не предусматривает запрет на дискриминацию по признаку сексуальной ориентации или гендерной идентичности в сфере занятости, при аренде жилья, в общественных местах, а также в сфере кредитования и дополнительных банковских услуг. Распоряжением президента США от 2002 года в штате запрещена дискриминация по признаку сексуальной ориентации в сфере государственной службы. В распоряжении однако нет положения о гендерной идентичности.
В 1975 году Комиссия по правам человека штата Аляска заняла формальную позицию, согласно которой запрет на дискриминацию по признаку сексуальной ориентации должны были включить в антидискриминационный закон штата. В 1987 году при поддержке губернатора Стива Каупера и генерального прокурора Грейс Берг Шейбл в законодательное собрание штата было внесено предложение о добавлении сексуальной ориентации в антидискриминационный закон, которое, однако, не было вынесено комитетом на голосование. Подобное предложение в течение многих лет многократно вносилось в законодательное собрание, но никогда не выносилось на голосование. В 2015 году член палаты представителей Аляски Энди Джозефсон подал законопроект, запрещающий дискриминацию по признаку сексуальной ориентации и гендерной идентичности. Законопроект, у которого было два соавтора, также не был вынесен на голосование.
Законы муниципалитетов Анкоридж, Джуно, Ситка, Кетчикан запрещают дискриминацию по признаку сексуальной ориентации и гендерной идентичности при найме на работу в государственном и частном секторах, в общественных местах и при аренде жилья. Жители этих городов составляют около 46 % населения штата. В Фэрбанксе закон запрещает дискриминацию городских служащих по признаку сексуальной ориентации.
В 2009 году городской совет Анкориджа впервые принял постановление о запрете дискриминации в отношении ЛГБТ в городе 7 голосами против 4. Мэр Дэн Салливан наложил вето на это постановление. Вторая попытка была предпринята в 2012 году, когда на рассмотрение местным избирателям было вынесено Предложение 5. В апреле 2012 года избиратели в Анкоридже отклонили это предложение, проголосовав 57 % против. В сентябре 2015 года, при поддержке мэра Итана Берковица, городской совет Анкориджа снова принял постановление о защите ЛГБТ от дискриминации 9 голосами против 2. 3 апреля 2018 года избиратели в Анкоридже отклонили предложение 1, которое в случае его принятия лишило бы защиты небинарных граждан.
В июле 2020 года городской совет Кетчикана единогласно принял постановление о запрещении дискриминации по признаку сексуальной ориентации и гендерной идентичности в сфере занятости, жилья и общественных мест, которое вступило в силу в середине августа того же года.
В феврале 2019 года городской совет Фэрбанкса принял постановление, запрещающее дискриминацию в сфере занятости, при аренде жилья и в общественных местах по признаку сексуальной ориентации и гендерной идентичности. Мэр Джим Мазерли наложил вето на это постановление несколько дней спустя, несмотря на поддержку 80 % избирателей, высказавшихся за него во время общественных дебатов.
15 июня 2020 года Верховный суд США в деле «Босток против округа Клейтон», объединенном с делами «Олтитъюд Экспресс, Ай-эн-си против Зарды» и «Эр-джи-энд-Джи-эр Гаррис Фунерал Хоумс Ай-эн-си против Комиссии по равным возможностям трудоустройства» постановил, что дискриминация на рабочем месте по признаку сексуальной ориентации или гендерной идентичности является дискриминацией по признаку пола и запрещена Разделом VII Закона о гражданских правах от 1964 года. Постановление Верховного суда США запрещает дискриминацию ЛГБТ в сфере занятости на всей территории страны.

## Закон о преступлениях на почве ненависти
Закон Аляски о преступлениях на почве ненависти не касается преступлений на почве ненависти, основанных на гендерной идентичности или сексуальной ориентации. В октябре 2009 года конгрессом США был принят закон Мэтью Шепарда и Джеймса Берда-младшего о предотвращении преступлений на почве ненависти, который также включал преступления, мотивированные фактической или предполагаемой сексуальной ориентацией или гендерной идентичностью жертвы. Действие этого федерального закона распространяется.

## Гендерные идентичность и выражение
Трансгендерные люди в штате Аляска могут запросить исправленное свидетельство о рождении с исправленным именем и гендерным маркером. Чтобы запросить изменение гендерного маркера, заявитель должен предоставить форму запроса свидетельства о рождении, фотокопию своего удостоверения личности или удостоверения личности своего родителя / опекуна, письмо от медицинского работника или психиатра, подтверждающее соответствующее клиническое лечение для трансгендерного перехода, и квитанцию об оплате пошлины. Клиническое лечение не включает требование в необходимости операции по смене пола. Изменение имени и гендерного маркера на водительских правах также возможно в соответствии с несколькими требованиями, включая постановление суда об изменении имени, заявление о предоставлении нового удостоверения личности и письмо от лицензированного поставщика, подтверждающее клиническое лечение.

## Конверсионная терапия
В августе 2020 года Анкоридж девятью голосами против двух принял постановление, запрещающее использование практики по «изменению сексуальной ориентации» для несовершеннолетних, став первым городом в штате Аляска, который запретил конверсионную терапию.

## Общественное мнение
Опрос, проведённый в 2017 году Институтом исследования общественного мнения (PRRI), показал, что 57 % жителей штата Аляска поддерживают однополые браки, 34 % против и 8 % не имеют однозначного мнения по этому вопросу.
Тот же опрос показал, что 65 % жителей штата поддерживают антидискриминационный закон, касающийся сексуальной ориентации и гендерной идентичности, 27 % высказались против такого закона и 8 % затруднились ответить. Согласно опросу 2019 года за включение ЛГБТ в антидискриминационный закон штата высказались 57 % жителей, 23 % были против и 17 % затруднились ответить.
Кроме того, в 2017 году 44 % жителей штата высказались против того, чтобы государственным служащим разрешалось отказываться обслуживать лесбиянок, геев, бисексуалов и трансгендеров из-за личных религиозных убеждений, в то время как 52 % поддержали разрешение на отказы по таким мотивам и 4 % затруднились ответить. Согласно тому же опросу 2019 года 42 % были против разрешения на отказ в обслуживании ЛГБТ по религиозным убеждениям, 45 % высказались за и 13 % затруднились ответить.

## Сводная таблица прав ЛГБТ в штате Аляска
| Декриминализация однополых отношений                                                              | Да       | c 1980 |
| Равный возраст сексуального согласия для ЛГБТ и гетеросексуалов (16 лет)                          | Да       |        |
| Брак для однополых пар                                                                            | Да       | с 2014 |
| Право на совместное усыновление детей однополыми парами и усыновление пасынков в однополых семьях | Да       | с 2014 |
| Право на ЭКО и суррогатное материнство для ЛГБТ                                                   | Да       |        |
| Законы о борьбе с дискриминацией ЛГБТ                                                             | Частично |        |
| Законы о борьбе с дискриминацией в сфере занятости                                                | Да       | с 2020 |
| Законы о борьбе с дискриминацией в жилищной сфере                                                 | Частично |        |
| Право на прохождение службы в армии для ЛГБТ                                                      | Да       | с 2011 |
| Право на изменение пола                                                                           | Да       |        |
| Конверсионная терапия запрещена для несовершеннолетних                                            | Частично |        |
| Право МСМ быть донорами крови                                                                     | Частично |        |